# Thalictrum cincinnatum
Thalictrum cincinnatum är en ranunkelväxtart som beskrevs av B. Boiv.. Thalictrum cincinnatum ingår i släktet rutor, och familjen ranunkelväxter. Inga underarter finns listade i Catalogue of Life.